# Werner von Blomberg
Werner von Blomberg, nemški feldmaršal, * 2. september 1878, Stargard Szczeciński, † 22. marec 1946, Nürnberg.